# Miňovce
Miňovce est un village de Slovaquie situé dans la région de Prešov.

## Histoire
Première mention écrite du village en 1430.

## Démographie

### Évolution de la population
| Année:               | 1994. | 2004. | 2014.   | 2024.   |
| -------------------- | ----- | ----- | ------- | ------- |
| Nombre de personnes: | 348   | 348   | 329     | 338     |
| Différence:          |       | +0 %  | -5,45 % | +2,73 % |

| Année:               | 2023. | 2024.   |
| -------------------- | ----- | ------- |
| Nombre de personnes: | 339   | 338     |
| Différence:          |       | -0,29 % |